# Ascoli Calcio 1898 FC
Ascoli Calcio 1898 är en italiensk fotbollsklubb belägen i Ascoli Piceno. Klubben har gjort totalt 16 säsonger i Serie A, den senaste 2006/2007. Klubben har även gjort totalt 18 Serie B-säsonger. Klubben spelar säsongen 2024/2025 i Serie C.

## Kända spelare
Se också Spelare i Ascoli Calcio
- Oliver Bierhoff
- Zlatan Muslimović